# چاودار آتاناسوف
چاودار آتاناسوف (بلغاری: Чавдар Атанасов؛ زادهٔ ۳ فوریهٔ ۱۹۷۳) بازیکن فوتبال اهل بلغارستان است.
از باشگاه‌هایی که در آن بازی کرده است می‌توان به باشگاه فوتبال لیتکس لووچ، باشگاه فوتبال لفسکی صوفیه، و باشگاه فوتبال زسکا صوفیه اشاره کرد.